# Gai Corneli Ceteg (conspirador)
Gai Corneli Ceteg (llatí: Gaius Cornelius Cethegus) va ser un polític romà.
Va ser un dels conspiradors amb Catilina. Tenia nombrosos deutes i encara no tenia edat per entrar a les magistratures curuls. La seva desesperació el va posar a punt per a qualsevol intent polític, i es va lligar a Catilina l'any 63 aC. Quan el seu cap va deixar Roma després del primer discurs de Ciceró, Ceteg s'hi va quedar a les ordres de Lèntul. Se li va encarregar de matar als principals senadors, però quan Lèntul ho va decidir era massa tard, Ceteg va ser arrestat juntament amb altres conspiradors i condemnat a mort. Les proves contra ell eren les armes que se li van trobar i una carta als ambaixadors al·lòbroges. En el Senat es va discutir si executar o no els conspiradors i es va decidir que fossin executats. Ceteg i els altres conspiradors van ser estrangulats amb una corda a la presó Mamertina. Ceteg era un home agosarat, i Lucà escrigué d'ell: manus vesana Cethegi ('la mà boja de Ceteg').